# Lawrence Kimaiyo
Lawrence Kimaiyo (2 settembre 1990) è un maratoneta keniota.

## Competizioni internazionali
2010
- Argento alla Maratona di Torino ( Torino) - 2h11'45"

2012
- Oro alla Maratona internazionale della pace ( Košice) - 2h07'01"
- 6º alla Mezza maratona di Yangzhou ( Yangzhou) - 1h03'47"

2013
- Bronzo alla Maratona di Amburgo ( Amburgo) - 2h10'27"
- 19º alla Maratona di Eindhoven ( Eindhoven) - 2h21'42"
- 9º alla Mezza maratona di Lille ( Lilla) - 1h02'00"
- 8º alla Mezza maratona di Parigi ( Parigi) - 1h02'37"

2014
- Argento alla Maratona di Mumbai ( Mumbai) - 2h09'45"
- Argento alla Maratona di Madrid ( Madrid) - 2h10'17"
- Bronzo alla Maratona di Lisbona ( Lisbona) - 2h12'17"

2015
- 7º alla Maratona di Barcellona ( Barcellona) - 2h14'27"

2019
- Argento alla Maratona di Madrid ( Madrid)[1]